# ジェリー・マケイン
ジェリー・マケイン（Jerry McCain、1930年6月18日 - 2012年3月28日）は、特にハーモニカ奏者として知られるアメリカ合衆国のエレクトリック・ブルースのミュージシャンである。ジェリー・"ブギ"・マケインとミドルネームを入れた表記もしばしばなされる。

## 来歴
マケインは貧しい家庭の5人の子どものひとりとして、アラバマ州ガズデン近郊に生まれた。彼の初期のレコードでドラムスをプレイした兄のウォルターを含め、彼の兄弟たちの多くも音楽の道を進んだ。マケインは、彼がまだ幼かった頃、「チック」と「ショーティー」を名乗る旅芸人のミュージシャンからハーモニカを教わった。
マケインはリトル・ウォルターの音楽のファンであり、ウォルターが公演のためにガズデンを訪れた1953年に彼と会っている。マケインはその年、「ブギ・マケイン」名義でトランペット・レコードよりレコード・デビューを果たした。そのレコードでは、兄ウォルターがドラムスをプレイした。
そのレコードの2曲は「East Of The Sun」と「Wine-O-Wine」であった。マケインのキャリアの大半をともにすることとなるギタリストのクリストファー・コリンズを見いだしたあと、彼はエクセロ・レコードと契約した。エクセロ時代（1956～1959年）にマケインはアンプリファイされたハーモニカのスタイルを確立し、風変わりなブルースの歌詞を生み出すようになった。「The Jig's Up」、「My Next Door Neighbor」など特筆すべき楽曲がリリースされたのは、このエクセロ時代である。彼の後年のレックス・レコードからリリースした「She's Tough」b/w「Steady」はファビュラス・サンダーバーズのインスピレーションとなっており、リーダーのキム・ウィルソンはマケインのハーモニカの奏法をコピーしている。
マケインは、コロムビア・レコード傘下のオーケー・レコード（1962年）やシュリーヴポートのジュウェル・レコード（1965～1968年）からもシングルやアルバムをリリースした。ジュウェル音源を網羅したコンピレーション・アルバムがリリースされている他、彼の初期のレコーディングもヴァレーズ・サラバンドのアルバム『Good Stuff!』など、過去を振り返るコンピレーション企画としてリリースとなっている。彼が一番長期に渡ってレコーディングを行なったイチバン・レコードも『Jerry McCain (Retrospectives)』（ICH-1516）など、1990年代にいくつかのコンピレーションを出している。
比較的無名なバンドとの演奏活動とツアーが続いた期間を経た1989年、マケインはイチバンと契約し、『'Blues 'N' Stuff』、『Struttin' My Stuff』、『Love Desperado』、『I've Got The Blues All Over Me』とアルバムを続けてリリースした。イチバンの在籍時に彼はジェリコ・レーベルからも『This Stuff Just Kills Me』を1999年にリリースしている。この作品にはジョン・プライマー、ジミー・ヴォーン、ジョニー・ジョンソンらが参加した。この作品はその後ミュージックメイカー・レーベルからリリースとなった。
2002年、イチバンは『Jerry McCain (American Roots: Blues)』と題したアルバムをリリースした。ライノ・レコードの『Blues Masters, Volume Four: Harmonica Classics』にはリトル・ウォルター、ジミー・リード、ハウリン・ウルフ、スヌーキー・プライアー、ジョージ・スミスらの楽曲と並び、マケインの失われたと考えられていた「Steady」が収録されている。
恒例のガズデン・リヴァーフェストは開催期間の1日を「ジェリー・マケイン・ブロード・ストリート・ブルース・バッシュ」と題し彼に敬意を示した。1997年には、マケインの曲を収録したフェスティバル独自のコンピレーションCD『Broad Street Blues Bash』もリリースしている。
1996年、マケインはエトワ青年オーケストラ（EYO）によって、「最も著名なガズデン出身のミュージシャン」に選出された。EYOは、ガズデン市の150周年祝賀記念企画で、マケインとEYOが演奏することを想定して、作曲家のジュリアス・ウィリアムズにソロ・ハーモニカとオーケストラ向けの楽曲を作曲するように依頼した。その作品「ブルース・ハーモニカとオーケストラのための協奏曲」は1996年11月、ガズデン・ステート・コミュニティ大学のウォレス・ホールでのEYOの秋のフォーマル・コンサートで初披露された。マケインはEYOとともにソロ・ハーモニカのパートをマイケル・R・ガグリアルド指揮の下、演奏した。この協奏曲は、その後1997年6月にニューヨークのリンカーン・センターのアリス・タリー・ホールでも演奏された。このときはマケインとEYOの出演に加え、指揮はウィリアムズが担当した。

## ディスコグラフィー

### アルバム
- 1973年 『Jerry McCain (Romulus R-108)
- 1978年 『Living Legend (Zeus S-1021)
- 1979年 『Blues on the Move (Robox EQL-1912)
- 1979年 『Choo Choo Rock (White Label WLP-9966) 1955 demo recordings for Excello
- 1980年 『Black & Blues (Gas Company GAS-1001)
- 1981年 『Southern Harp, Cadillac & the Blues (P-Vine [Japan] PLP-715)
- 1986年 『Bad Blues is My Business (Bad Records BAD-30001)
- 1987年 『Midnight Beat (Charly [UK] CRB-1148)
- 1989年 『Blues 'n' Stuff (Ichiban ICHCD-1047)
- 1991年 『'Love Desperado (Ichiban/Wild Dog ICHCD-9008)
- 1991年 『Rockin' Harmonica Blues Man with Kid Thomas (Wolf WBJ-018)
- 1992年 『Struttin' My Stuff (Ichiban/Wild Dog ICH-9020)
- 1993年 『Jerry 'Boogie' McCain: Strange Kind Of Feelin'』(Alligator ALCD-2701) with Tiny Kennedy and Clayton Love
- 1993年 『I've Got The Blues All Over Me』(Ichiban/Wild Dog ICH-9106)
- 1995年 『That's What They Want: The Best Of Jerry McCain』(AVI/Excello CD-3009)
- 1996年 『Turn Your Damper Down』(Black & Allright LP-001)
- 1997年 『Rock 'N' Roll Ball』(Atomic Bomb LP-701)
- 1997年 『Broad Street Blues Bash』(Riverfest CD-001)
- 1998年 『The Jig's Up: Complete 50s Recordings』(JMC CD-2111)
- 1998年 『Jerry McCain (Retrospectives)』(Ichiban ICH-1516)
- 1999年 『This Stuff Just Kills Me』(Jericho/Music Maker 90005)
- 1999年 『Good Stuff!』(Varèse Sarabande/Varèse Vintage VSD-6022)
- 2000年 『Somebody's Been Talking: The Complete Jewel Singles 1965–72』(Westside WESM-625)
- 2000年 『Soul Shag』(Sterling [UK] 20702)
- 2000年 『Southern Harp Attack』(P-Vine PCD-24047) ※フランク・フロストとのカップリング
- 2001年 『Unplugged』(Music Maker MMCD-21)
- 2001年 『Absolutely The Best: Complete Jewel Singles 1965–1972』(Varèse Sarabande/Fuel 2000 [03020 61098 25])
- 2002年 『Jerry McCain (American Roots: Blues)』(Ichiban CD-01018)
- 2003年 『Boogie Is My Name』(Music Maker MMCD-34)
- 2008年 『Better Late Than Never: The Greatest Hits』(Boogie Down Records CD-2008)
- 2021年 『Tough Stuff: The Hot Harmonica Singles Of Jerry McCain 1953–1962』(Jasmine JASMCD-3154)

### シングル
| 年     | A面                                 | B面                                | 名義                            | レーベル              |
| ------ | ----------------------------------- | ---------------------------------- | ------------------------------- | --------------------- |
| 1953年 | 「East Of The Sun」                 | 「Wine-O-Wine」                    | Jerry McCain & His Orchestra    | Trumpet 217           |
| 1953年 | 「Ooh Wee Baby」                    | 「Feel Just Like I'm In Love」     | Jerry "Boogie" McCain           | Trumpet 218           |
| 1954年 | 「Stay Out of Automobiles」         | 「Love To Make Up」                | Jerry "Boogie" McCain           | Trumpet 231           |
| 1954年 | 「Crazy 'Bout that Mess」           | 「Fall Guy」                       | Jerry McCain                    | Trumpet 232           |
| 1955年 | 「That's What They Want」           | 「Courtin' In A Cadillac」         | Jerry McCain & His Upstarts     | Excello 2068          |
| 1956年 | 「If It Wasn't for My Baby」        | 「You Don't Love Me No More」      | Jerry McCain & His Upstarts     | Excello 2079          |
| 1956年 | 「Run, Uncle John, Run」            | 「Things Ain't Right」             | Jerry McCain & His Upstarts     | Excello 2081          |
| 1957年 | 「My Next Door Neighbor」           | 「Trying to Please」               | Jerry McCain & His Upstarts     | Excello 2103          |
| 1957年 | 「Listen! Young Girls」             | 「Bad Credit」                     | Jerry McCain & His Upstarts     | Excello 2111          |
| 1957年 | 「Groom without A Bride」           | 「The Jig's Up」                   | Jerry McCain & His Upstarts     | Excello 2127          |
| 1960年 | 「She's Tough」                     | 「Steady」                         | Jerry McCain                    | Rex 1014              |
| 1962年 | 「Red Top」                         | 「Twist '62」                      | Jerry McCain                    | Okeh 7150             |
| 1962年 | 「Run Back Home」                   | 「Jet Stream」                     | Jerry McCain & His Harmonica    | Okeh 7157             |
| 1962年 | 「Popcorn」                         | 「Jet Stream」                     | Jerry McCain                    | Okeh 7158             |
| 1963年 | 「Turn The Lights on Popeye」       | 「Hop Stroll」                     | Jerry McCain                    | Okeh 7170             |
| 1965年 | 「Courtin' In A Cadillac」          | 「Calling All Cows」               | Jerry McCain / Blues Rockers    | Excello 2268          |
| 1965年 | 「Here's Where You Get It」         | 「Pokey」                          | Jerry McCain                    | Rik's 153-65          |
| 1965年 | 「Love Me Right」                   | 「Ting-Tang-Tigalu」               | Jerry McCain                    | Continental C-777-1/2 |
| 1965年 | 「Shimmy Shimmy Sham」              | 「Pussycat A Go Go」               | The Shindigs feat. Jerry McCain | Esco Prod. 100        |
| 1965年 | 「Edna」                            | 「She's Righteous」                | Jerry McCain                    | Esco Prod. 101        |
| 1965年 | 「728 Texas」                       | 「Homogenized Love」               | Jerry McCain                    | Jewel 753             |
| 1966年 | 「Honky Tonk」                      | 「Sugar Baby」                     | Jerry McCain                    | Jewel 761             |
| 1966年 | 「Love Ain't Nothing To Play With」 | 「She's Crazy 'Bout Entertainers」 | Jerry McCain                    | Jewel 773             |
| 1967年 | 「Juicy Lucy」                      | 「Put It Where I Can Get It」      | Jerry McCain                    | Jewel 790             |
| 1969年 | 「Homogenized Love」                | 「728 Texas」                      | Jerry McCain                    | Python PKM-02         |
| 1970年 | 「Welfare Cadillac Blues」          | 「Funky Down Easy」                | Jerry McCain                    | Royal American RA-4   |
| 1970年 | 「The Cockfight」                   | 「I'm In Trouble」                 | Jerry McCain                    | Royal American RA-14  |
| 1972年 | 「Somebody's Been Talking」         | 「Soul Spasm」                     | Jerry McCain                    | Jewel 828             |
| 1973年 | 「Rainin' in My Heart」             | 「King Bee」                       | Jerry McCain                    | Romulus R-1001        |
| 1973年 | 「The Woodpecker Song」             | 「Hot Nuts」                       | Jerry McCain                    | Romulus R-1004        |
| 1977年 | 「Steady」                          | 「She's Tough」                    | Jerry McCain                    | GAS 1101              |
| 1977年 | 「Ruff Stuff」                      | 「What About You」                 | Jerry McCain                    | GAS 1102              |
| 1979年 | 「Blues on the Move」               | 「Cost of Living」                 | Jerry McCain                    | Robox EQ-1904         |
| 1980年 | 「Love Whip」                       | 「If I'm Your Fool」               | Jerry McCain                    | GAS 106               |
| 1984年 | 「Hot Nuts」                        | 「The Woodpecker Song」            | Jerry McCain                    | Merit M45-2508        |
| 1985年 | 「Long Tall Texan」                 | 「If I'm Your Fool」               | Jerry McCain                    | Merit M45-2514        |
| 1986年 | 「She Tore Me Up」                  | 「A Little Bit Of Something」      | Jerry McCain                    | BAD 1001              |
| 1986年 | 「53 Year Old Man」                 | 「Your Place Or Mine」             | Jerry McCain                    | BAD 1002              |
| 1989年 | 「She's Tough」                     | 「Soul Shag」                      | Jerry McCain                    | Heart HR-1961         |
| 1990年 | 「Trying to Please」                | 「My Next Door Neighbor」          | Jerry McCain & His Upstarts     | Delta 6 (promo)       |
| 1991年 | 「Burn the Crackhouse Down」        | 「Blues Tribute」                  | Jerry McCain                    | Ichiban 92-242        |
| 1992年 | 「Vote」                            | 「Strut My Stuff」                 | Jerry McCain                    | Ichiban 92-264        |
| 1994年 | 「Tumblin' In The Sea」             | 「Teddy Bear」                     | Jerry McCain                    | Ichiban 94-295        |
| 2001年 | 「Geronimo Rock & Roll」            | 「Choo Choo Rock」                 | Jerry McCain                    | Norton 855            |
| 2001年 | 「A Cutie Named Judy」              | 「It Must Be Love」                | Jerry McCain                    | Norton 856            |
| 2001年 | 「I'm A Ding Dong Daddy」           | 「Bell In My Heart」               | Jerry McCain                    | Norton 857            |
| 2001年 | 「My Next Door Neighbor」           | 「Crying Like A Fool」             | Jerry McCain                    | Norton 858            |
| 2001年 | 「Rock 'N' Roll Ball」              | 「I Want Somebody To Love」        | Jerry McCain                    | Norton 859            |